# Českobudějovická integrovaná doprava
Českobudějovická integrovaná doprava (IDS ČB) byl v letech 2001 až 2009 integrovaný dopravní systém v Jihočeském kraji na trase mezi Českými Budějovicemi a Hlubokou nad Vltavou, zavedený z iniciativy města České Budějovice.

## Historie
První krok k IDS byl učiněn zkušebním zavedením víkendové linky MHD č. 51 ze zastávky Nádraží v Českých Budějovicích do Hluboké nad Vltavou. Lidé tento spoj začali využívat hojně a proto bylo rozhodnuto spustit IDS.
Od 9. dubna 2001 byl spuštěn IDS ČB, který obsahoval:
- linku Dopravního podniku města České Budějovice č. 104 z Českých Budějovic přes Hosín do Hluboké nad Vltavou
- linku ČSAD JIHOTRANS č. 320060 z Českých Budějovic přímo do Hluboké nad Vltavou
- tratě Českých drah 190 v úseku České Budějovice - Hluboká nad Vltavou a 220 v úseku České Budějovice - Hluboká nad Vltavou-Zámostí

Na lince 104 platily předplatní časové jízdenky i krátkodobé jízdenky s příslušnou časovou a pásmovou platností. Ve vlacích ČD platily v rámci IDS pouze předplatní časové jízdenky MHD pro příslušná pásma. Autobus linky 104 zastavoval ve všech zastávkách MHD po trase, zatímco linka ČSAD JIHOTRANS zastavovala v zastávkách ČSAD, které na území Českých Budějovic byly umístěny řidčeji a ve většině nebyly sloučeny se zastávkami MHD. 
V prosinci 2009 byl ke dni celostátních změn jízdního řádu celý integrovaný dopravní systém zrušen. Linka 104 byla přečíslována na linku 4. Linka číslo 320060 také jezdí i nadále, ale neplatí na ní jízdenky MHD.

## Zóny
Zóny městské hromadné dopravy v Českých Budějovicích
| číslo zóny | Obce a města v zóně                                                              |
| ---------- | -------------------------------------------------------------------------------- |
| 01         | České Budějovice                                                                 |
| 11         | Rudolfov, Srubec, Dobrá Voda, Hrdějovice                                         |
| 12         | Staré Hodějovice, Roudné, Včelná, Boršov nad Vltavou, Homole, Litvínovice, Planá |
| 21         | Hluboká nad Vltavou, Hosín                                                       |
| 22         | Vrábče, Homole                                                                   |